# Vote Smart
Vote Smart, anteriormente llamado Proyecto Vote Smart, es una organización de investigación sin fines de lucro, no partidista que recopila y distribuye información sobre candidatos para cargos públicos en los Estados Unidos. Cubre a candidatos y funcionarios electos en seis áreas básicas: información de antecedentes, posiciones políticas, registros de votación, finanzas de campaña, calificaciones de grupos de interés y declaraciones públicas. Esta información se distribuye a través de su sitio web, un número de teléfono gratuito y publicaciones impresas. El presidente fundador de la organización fue Richard Kimball, que se convirtió en presidente emérito en 2022, cuando Kyle Dell fue anunciado como el nuevo presidente de Vote Smart.

## Historia
En 1986, Kimball se postuló sin éxito para uno de los dos escaños del Senado de los Estados Unidos por Arizona. En un debate de candidatos, describió el proceso de campaña a los posibles votantes:

Entiende lo que te hacemos. Pasamos todo nuestro tiempo recaudando dinero, a menudo de extraños que ni siquiera conocemos. Luego lo gastamos de tres maneras específicas: Primero, lo medimos, qué es lo que quiere comprar en el mercado político, como la sopa Campbell o el cereal Kellogg. A continuación, contratamos a algunos consultores que saben cómo adaptar nuestra imagen a lo que vendemos. Por último, lo bombardeamos con las tonterías emocionales, sin sentido y sin problemas que siempre son el resultado. Y cualquiera de nosotros que lo haga mejor ganará.

Kimball usó esta filosofía para fundar Vote Smart en 1992.  Su junta fundadora incluyó a los presidentes Jimmy Carter, demócrata, y Gerald Ford, republicano; además de los senadores Barry Goldwater, George McGovern y William Proxmire, así como otras figuras conocidas a nivel nacional.
Originalmente con sede en la Universidad Estatal de Oregón en Corvallis, Vote Smart estableció su sede y centro de investigación en 1999 en Great Divide Ranch cerca de Philipsburg, Montana. En 2006, Vote Smart agregó una sucursal en la Universidad de Arizona en Tucson. Coincidiendo con este movimiento, Vote Smart otorgó a su presidente, Richard Kimball, un aumento salarial que fue criticado por algunos exalumnos y contribuyó a una reducción en su puntaje de Charity Navigator. En diciembre de 2010, la oficina de Tucson se cerró en preparación para dos nuevas oficinas de investigación satelital. El motivo del cierre de la sucursal de Tucson también estuvo relacionado con los recortes presupuestarios de la universidad, que eliminaron el "espacio libre de alquiler de Vote Smart en una casa de 1,500 pies cuadrados fuera del campus principal".
En enero de 2011, trasladó su Departamento de Votos Clave y el Departamento de Prueba de Coraje Político a las instalaciones ofrecidas por la Universidad de Texas en Austin y la Universidad del Sur de California.
En marzo de 2014, despidió a seis empleados alegando dificultades financieras. Un séptimo empleado renunció debido a los despidos repentinos.
En agosto de 2016, anunció que vendería su rancho de 150 acres cerca de Philipsburg, Montana, y reubicaría su sede después de las elecciones presidenciales de 2016. Kimball dijo que la ubicación apartada del rancho, que albergaba a 40 pasantes, había causado problemas: "tenemos todos los problemas que tiene una universidad con el torrente hormonal experimental, aventurero que es la juventud. Solo en el desierto tales cosas pueden volverse peligrosas. El amor fue correspondido y negado, se crearon matrimonios, surgieron peleas, bebedores chocaron, lesiones de todo tipo, viajes al hospital demasiado numerosos para recordar, algunos para mantener la vida y, lamentablemente, tres muertes". La Universidad Drake en Des Moines, Iowa, se anunció más tarde como la nueva sede.

## Financiamiento
Vote Smart dice que no acepta contribuciones de corporaciones, sindicatos, partidos políticos u otras organizaciones que cabildean, apoyan o se oponen a candidatos o temas. Entre los donantes de la organización se encuentran la Fundación Ford, la Corporación Carnegie de Nueva York y la Fundación John S. y James L. Knight.
Los contribuyentes individuales se consideran miembros y se les da la oportunidad de visitar su sede donde trabajan como voluntarios de investigación junto con pasantes y personal.

## Prueba de "coraje político"
La prueba de "coraje político" (anteriormente prueba nacional de conciencia política) es una iniciativa destinada a aumentar la transparencia en la política estadounidense.
En 2008, Vote Smart expulsó a John McCain de la junta de la organización debido a su negativa a completar esta prueba.
La respuesta a esta prueba ha disminuido, del 72 % en 1996 al 48 % en 2008; seguido por el 20 % en 2016, porque los políticos de ambos partidos temen que los retadores usen sus respuestas para contexto en los anuncios de ataque, según The Wall Street Journal. Anne Gannon, líder demócrata de la Cámara de Representantes de Florida, afirmó: “les decimos a nuestros candidatos que no lo hagan. Los prepara para una pieza de éxito". En respuesta, Vote Smart permitió a los políticos dejar en blanco hasta el 30 % de los cuestionarios.

## VoteEasy
VoteEasy es "la herramienta interactiva que permite a los votantes comparar su posición sobre varios temas con la de un candidato". Fue presentado por Vote Smart durante las elecciones de 2010. Después de su lanzamiento, VoteEasy fue un tema de interés entre varias organizaciones de noticias nacionales, incluidas CBS News, The New York Times, y Christian Science Monitor.